# Papovavirus
Een papovavirus was geclassificeerd als lid van de familie Papovaviridae van de virussen, die nu niet meer als valide geldt. Papovaviridae is gesplitst in twee families:  papillomavirus en polyomavirus.
De naam is afgeleid van drie afkortingen: pa van papillomavirus, po van polyomavirus en va van "vacuolating" (simian vacuolating virus 40 of SV40, waarvan nu bekend is dat het behoort tot het genus polyomavirus).
Papovavirussen zijn DNA-virussen met dubbelstrengs-DNA. Ze hebben een icosahedrale vorm. Hun envelop bevat geen lipoproteïnen.
Ze worden gewoonlijk aangetroffen bij mensen en andere species, meestal zoogdieren. Het virus dat het vaakst ziekten veroorzaakt bij mensen is het humaan papillomavirus.
Deze familie wordt niet meer gebruikt in de recente taxonomie; elk genus is toegekend aan zijn eigen familie, respectievelijk Papillomaviridae en Polyomaviridae.